# Selección de hockey sobre patines de Costa Rica
La Selección de hockey sobre patines de Costa Rica es el equipo formado por jugadores de nacionalidad costarricense que representa a la Federación de Patinaje y Hockey de Costa Rica en las competiciones internacionales organizadas por la FIRS (Campeonato del Mundo), la CPRS (Campeonato Panamericano) y la CSP (Copa América).

## Selección costarricense en 2010
| - Carlos Pérez (p) - Manuel Prado(p) - Diego Alpizar - Ruben Retana - José Enrique Castro - Andrés Sánchez |  | - José Luís Valverde - Pablo Viquez - José Pérez - José Antonio Pérez - Edwin Rivera |  |  |

- Seleccionador: Francesc Sucarrats

## Historial
| Año  | Sede   | Competición             | Equipos | PJ | PG | PE | PP | Posición |
| ---- | ------ | ----------------------- | ------- | -- | -- | -- | -- | -------- |
| 1986 | México | II Campeonato Mundial B | 9       | 8  | 0  | 0  | 8  | 9        |
| 2010 | Vich   | III Copa América        | 10      | 5  | 0  | 0  | 5  | 10       |

- Datos: Q5488191